# Henryk Grohman

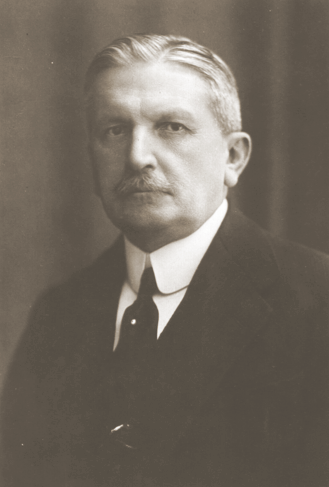
Henryk Grohman

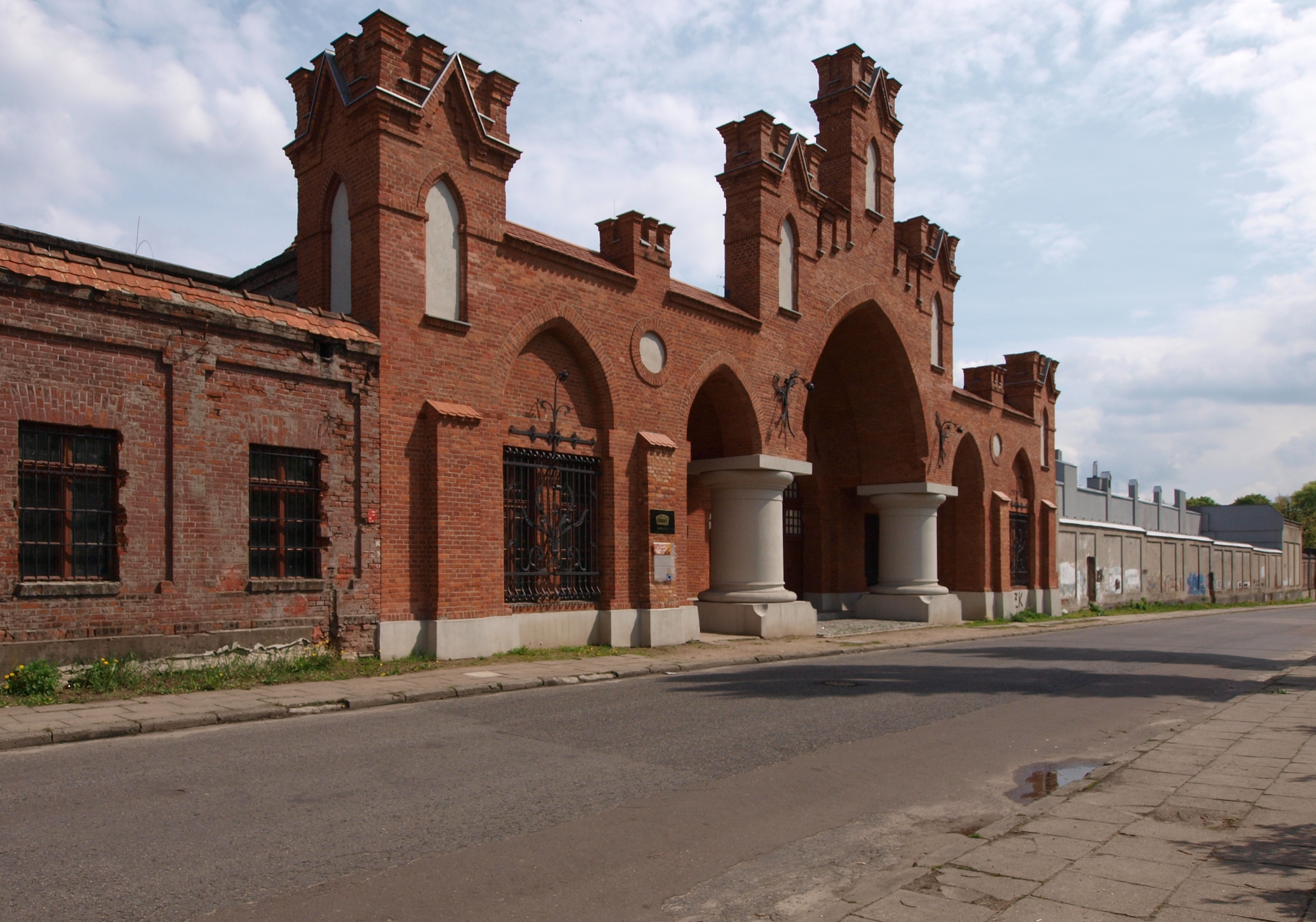
De toegangspoort tot de fabriek van Grohman (2010)

Henryk Grohman (1862–1939) was een Poolse fabrikant van Duitse origine.

## Biografie
Henryk Grohman werd geboren in Łódź, als de zoon van Ludwik Grohman, die samen met zijn eigen vader, Traugott Grohmann, een katoenfabriek beheerde. Henryk Grohman bouwde op de erfenis van zijn vader verder en vergrootte de fabriek, die zo een moderne textielfabriek werd.
Henryk studeerde in Groot-Brittannië en Zwitserland.

## Beschermheer van de kunsten
In 1892 liet Henryk Grohman een villa bouwen dat ontworpen werd door Hilary Majewski. Het gebouw werd later een cultureel centrum. Er werden onder andere muziekconcerten georganiseerd, maar ook andere artiesten als de schrijver Henryk Sienkiewicz en de componist Ignacy Paderewski werden door Henryk Grohman uitgenodigd.
Grohman was een fanatieke kunstverzamelaar. Items in zijn verzameling waren onder andere een viool uit 1734 van Guarneri alsook een Lauterbach Stradivarius, die hij vaak zelf bespeelde.
Zijn hele eigendom werd nagelaten aan de Poolse staat.